# Chekhr Maḩalleh
Chekhr Maḩalleh (persiska: چخر محله, Chekhreh Maḩalleh) är en ort i Iran.   Den ligger i provinsen Gilan, i den nordvästra delen av landet, 300 km nordväst om huvudstaden Teheran. Chekhr Maḩalleh ligger 89 meter över havet och antalet invånare är 849.
Terrängen runt Chekhr Maḩalleh är varierad.Runt Chekhr Maḩalleh är det ganska glesbefolkat, med 45 invånare per kvadratkilometer. Närmaste större samhälle är Hashtpar, 9,7 km norr om Chekhr Maḩalleh. I omgivningarna runt Chekhr Maḩalleh växer i huvudsak blandskog.